# Kaufverhalten
Unter dem Kaufverhalten oder Konsumverhalten (auch Käuferverhalten, Konsumentenverhalten oder Kundenverhalten) versteht man das Verhalten des Käufers in Bezug auf den Wareneinkauf oder die Inanspruchnahme von Dienstleistungen.

## Allgemeines
Das Verhalten beim Warenkauf, und zwar von der Kaufplanung über die Kaufverhandlung, den Kaufabschluss, der stets Vertragscharakter hat, bis hin zu Nachkauf-Verhaltensweisen ist unterschiedlich. Das Kaufverhalten unter Kaufleuten, das unter Umständen mit der Einholung von Angeboten oder mit langwierigen Verhandlungen, ggf. auch in Einkaufsgremien, verbunden ist, unterscheidet sich mitunter erheblich vom Kaufverhalten von Nichtkaufleuten, seien es staatliche Einrichtungen, die oft auf der Grundlage von Ausschreibungen entscheiden, oder seien es Konsumenten mit ihren unterschiedlichen Verhaltensmustern. Allgemeiner kann man jedoch den Begriff Konsumentenverhalten so charakterisieren, dass er alle individuellen Handlungen umfasst, die man im Zusammenhang mit dem Kauf oder Konsum wirtschaftlicher Güter oder Dienstleistungen beobachten kann.

## Überblick
Zunächst können drei Marktteilnehmer angenommen werden. Die Konsumenten im Sinne von Endverbrauchern, die Unternehmen im Sinne von Produzenten und größere öffentliche Verwaltungen. Jeder dieser Akteure kann nun in den Rollen Käufer oder Verkäufer auftreten, sodass es neun verschiedene Konstellationen zwischen den Teilnehmern geben kann. Die Tabelle stellt diese Beziehungen gegenüber:
|                      |                          | Nachfrager                                | Nachfrager | Nachfrager |
| Konsument (Consumer) | Unternehmen (Business)   | öffentliche Organisation (Administration) |            |            |
| -------------------- | ------------------------ | ----------------------------------------- | ---------- | ---------- |
| Anbieter             | Konsument                | C2C                                       | C2B        | C2A        |
| Anbieter             | Unternehmen              | B2C                                       | B2B        | B2A        |
| Anbieter             | öffentliche Organisation | A2C                                       | A2B        | A2A        |

Die Marketingforschung konzentriert sich auf die beiden Konstellationen Business-to-Consumer (B2C) und Business-to-Business (B2B), also das Konsumverhalten von Individuen oder kleineren Gruppen zum anderen die Transaktionen zwischen Unternehmen im Sinne von Einkäufern und Zulieferern.
Das Kaufverhalten von Organisationen wird unter dem Begriff der Organizational Buying Behaviour untersucht. Typisch für das Kaufverhalten von Organisationen ist, dass häufig mehrere Personen am Entscheidungsprozess beteiligt sind.

## Wissenschaftliche Forschung
Analyse, Erklärung und Prognose sowie Beeinflussung des Verhaltens der Marktteilnehmer ist eine zentrale Aufgabe des Marketings.
Viele Wissenschaften und Wissenschaftsarten greifen bei diesem Thema ineinander. Es gibt eigene Forschungsbereiche, die für die empirische Erfassung und Modellierung zuständig sind und andere, die diese zur Anwendung bringen. Neben der Marktforschung spielen die Bereiche Psychologie, Soziologie und die Anthropologie eine tragende Rolle. Etwas spezialisierter ist die Marktpsychologie; Erst F. Salcher zufolge ist sie die angewandte Wissenschaft „die Analyse, die über die reine Verhaltensschilderung hinaus zur Erklärung von Ursachen und zur Aufdeckung von nur teilweise bewussten Wünschen, Vorstellungen und Bedürfnissen führt“.
Aus psychologischer Sicht betrachtet stehen Konsumenten- bzw. Kaufentscheidungen im Mittelpunkt, welche den Bogen hin zur Entscheidungstheorie spannen. Durch diese versucht man die Fragen des Wo, Wann, Wie und Warum der Kaufentscheidungen zu klären.
Das Kaufverhalten von Kunden des Groß- und Einzelhandels wird speziell in der Handelsbetriebslehre analysiert, namentlich in ihrem neueren Zweig der Handelspsychologie.
Weitere Verwendung der Ergebnisse findet sich im Konsumgütermarketing und dem Handelsmarketing.

## Arten des Kaufverhaltens
Man unterscheidet klassisch vier Arten des Kaufverhaltens.
- extensives Kaufverhalten: echte Kaufentscheidungen; kognitive Beteiligung und Informationsbedarf sind groß, auch dauert die Entscheidungsfindung relativ lange. Es handelt sich meist um hochwertige, langlebige Gebrauchsgüter.
- Habituelles Kaufverhalten: Gewohnheitsverhalten; auf die Suche nach Alternativen wird verzichtet, auf Stimuli wird praktisch nicht reagiert; es handelt sich vornehmlich um Güter des täglichen Bedarfs.
- limitiertes Kaufverhalten: eine überschaubare Auswahl von Produkten, ohne Favorisierung (Evoked set); diese Alternativen werden aber bewusst verglichen. Verkürzter Entscheidungsprozess: sobald ein passendes Produkt gefunden ist, wird der Entscheidungsprozess beendet; mögliche Gründe: zeitliche Begrenzung, Bequemlichkeit (Bsp. Kleidung), Verlass auf bekannte Marken.[2]
- impulsives Kaufverhalten: spontane, affektive Reaktionen am Point of Sale (Spontankauf).

Zusätzlich ist auch eine fünfte Sonderform des Kaufverhaltens bekannt:
- Abwechslung suchendes Kaufverhalten: wird selten betrachtet, da es unklare Übergänge gibt, denn der Abwechslungswunsch entsteht oft „impulsiv“, ist also teilweise gar nicht „echt“.

Diese Klassifizierung des Kaufverhaltens ist aber nicht analog auf den Konsumenten als Ganzes zu übertragen. Ein Entscheidungsträger kann durch äußere Umstände dazu gezwungen sein, in kurzer Zeit eine Wahl zu treffen; dann bleibt für extensives Planen und Vergleichen keine Zeit. Es ist auch wahrscheinlich, dass ein Konsument, der sich beim Bäcker habituell verhält (z. B. immer dieselbe Brötchensorte kauft), sich trotzdem extensiv mit der Anschaffung eines neuen Autos auseinandersetzt.

## Käufertypen
Es gibt drei verschiedene Kategorien von Konsumenten, die Qualitätskäufer, die Schnäppchenjäger und die Smart Shopper. Die Qualitätskäufer können es sich leisten, für ihre Einkäufe viel Geld auszugeben, während die Schnäppchenjäger sparen müssen und gezielt nach Angeboten (Schnäppchen wie Sonderangebote) suchen, die ohnehin im unteren Preissegment (Billigsortiment) liegen. Smart Shopper achten strikt auf das Preis-Leistungs-Verhältnis von Produkten oder Dienstleistungen. Das aktive Informationsverhalten ist eine wesentliche Komponente des Smart Shopping. Smart Shopper verfügen über ein mittleres Einkommen und versuchen, einerseits möglichst preiswert einzukaufen (etwa Lebensmittel beim Discounter), um andererseits Geld für einen Restaurantbesuch zur Verfügung zu haben.

## Modelle des Kaufverhaltens
Heribert Meffert kategorisiert zwei Arten von Modellen, die sich in der Literatur durchgesetzt haben:
- Totalmodelle (versuchen alle wesentlichen Determinanten des Kaufverhaltens zu integrieren):
  - Strukturmodelle (erklären Beziehungen zwischen den Konstrukten des Kaufverhaltens),
  - Prozessmodelle (betrachten verschiedene Phasen der Kaufentscheidung);
- Partialmodelle (betrachten bestimmte Determinanten des Kaufverhaltens isoliert).

Unabhängig davon, in welcher Modellart man gesammelte Informationen verarbeitet, kann man relativ genau sagen, welche Faktoren es zu untersuchen gilt. Im Sinne des S-O-R-Paradigmas wird unterschieden in:
- intrapersonale bzw. psychische Einflussfaktoren und
- interpersonale bzw. soziale Einflussfaktoren

Das Individuum wird durch Gesellschaft, Werte und Normen, Familien und Kultur geprägt. Auf diese Faktoren Einfluss zu nehmen, ist nicht Aufgabe des Marketing.

### Totalmodelle
- Klassenmodell nach Engel, Blackwell und Kollat
- Modell von Howard und Sheth (1969)

### Partialmodelle
- Psychologische Ansätze (Emotionstheorie, Motivtheorie, Einstellungstheorie, Risikotheorie)
- Soziologische Ansätze (Diffusionstheorie, Leitbildgruppentheorie, Peergroups)
- Mikroökonomischer Ansatz (Homo oeconomicus)

## Zentrale Konstrukte zur Erklärung des Konsumentenverhaltens

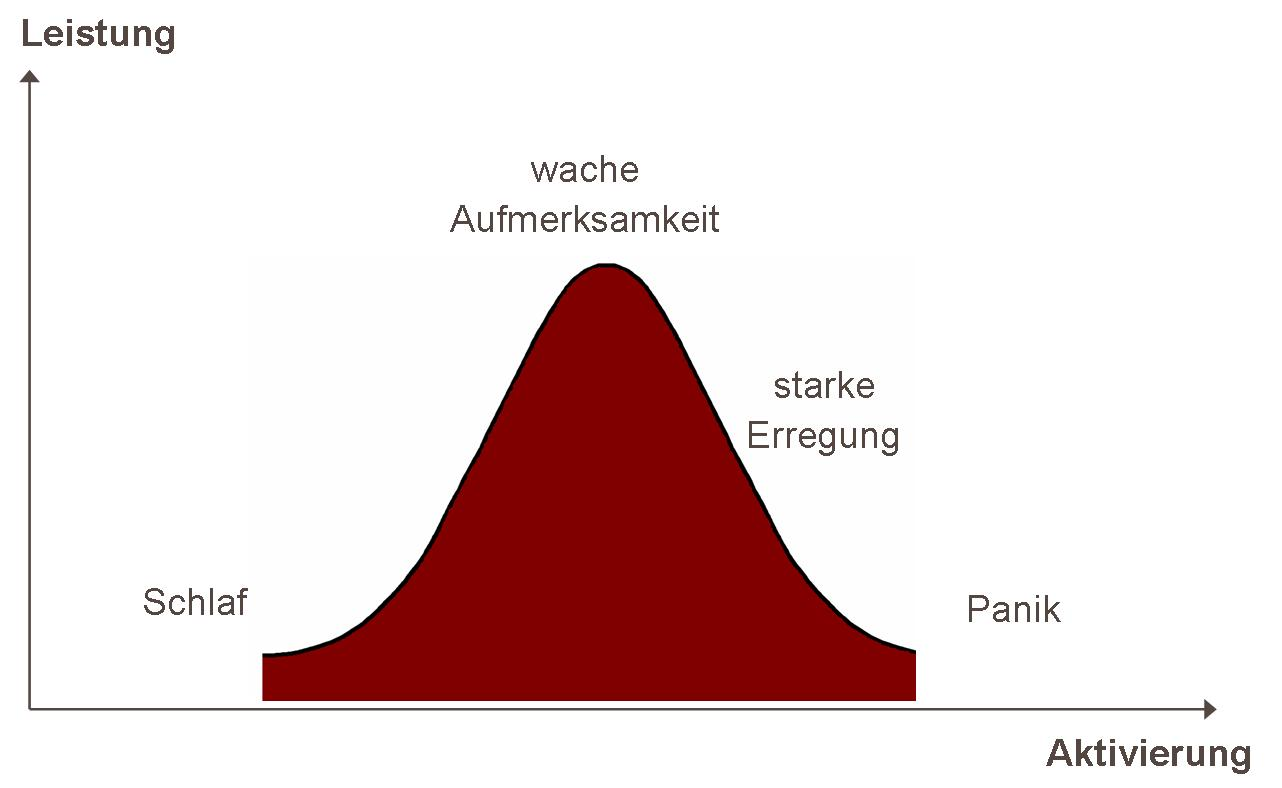
Lambda-Hypothese: Zusammenhang zwischen Aktivierung und Leistung

Christian Homburg und Harley Krohmer nennen acht zentrale Konstrukte, mit welchen sich das Konsumentenverhalten weitgehend erklären lässt.

### Aktivierung
Die Aktivierung bezeichnet die Erregung ("psychische Aktivität") von Konsumenten, die sie zu Handlungen stimuliert, sowie die Versorgung des Konsumenten mit Energie, um ihn in den Zustand der Leistungsfähigkeit zu versetzen. Die Aktiviertheit wiederum ist die Grundlage aller weiteren Faktoren. Sie beschreibt den inneren Erregungszustand des Menschen, insbesondere die Erregung des zentralen Nervensystems. Dadurch wird die Leistungsbereitschaft zur Informationsaufnahme und -verarbeitung charakterisiert.
Man unterscheidet zwischen zwei Arten der Aktivierung:
- tonische Aktivierung: allgemeine, sich nur langsam verändernde Leistungsfähigkeit von Individuen.
- phasische Aktivierung: kurzzeitige Aktivierung, die durch bestimmte Reize ausgelöst wird; dadurch, dass sie zu Aufmerksamkeit führt, welche wiederum im Rahmen der Informationsaufnahme eine wichtige Rolle spielt, ist sie für das Marketing und demnach für das Konsumentenverhalten höchst relevant.

Ein Modell zur Darstellung des Zusammenhanges zwischen Aktivierungsgrad und Leistungsfähigkeit ist die sogenannte Lambda-Hypothese, welche besagt, dass mit zunehmender Aktivierung die Leistungsfähigkeit eines Individuums bis zu einem Maximum ansteigt (Stadium der "wachen Aufmerksamkeit"); der Bereich zwischen Nichtaktivierung (Schlaf) und wacher Aufmerksamkeit wird Normalaktivierung genannt. Nach diesem Bereich kommt es zu einer Überaktivierung des Individuums bis hin zu Panik, bei welcher die Leistungsfähigkeit, und somit auch die Fähigkeit Informationen (über Produkte) aufzunehmen und zu verarbeiten, abnimmt.
Die Aufgabe des Marketings ist es, den Aktivierungsgrad der Konsumenten zu kennen und gewinnbringend zu beeinflussen, d. h. zu schwache oder starke Aktiviertheit durch Reize (emotional, kognitiv, physisch) steigern bzw. abschwächen, um sowohl Unaufmerksamkeit als auch den Bumerang-Effekt der Überaktivierung zu vermeiden. Dabei ist man in der heutigen Zeit eher mit Reiz- bzw. Informationsüberflutung konfrontiert (im Internet speziell das Lost-in-Hyperspace-Phänomen oder Bannerblindheit). Das menschliche Verhalten ist diesbezüglich relativ gut erforscht, sodass der Einsatz von Farben, Musik (Muzak) oder Gerüchen (Duftmarketing) weit verbreitet ist. Ein weiteres Beispiel für die Relevanz von Aktivierung zeigt sich beim sogenannten Auktionsfieber, bei welchem die Erregung der Mitbietenden (Aktivierung) diese zu impulsiven Kaufentscheidungen führen kann.

### Motivation
Motivation bezeichnet die aktivierende Ausrichtung einer Person auf einen als positiv (oder negativ) bewerteten Zielzustand und ist auf die Befriedigung von Bedürfnissen ausgerichtet. Dem Marketing stehen hier eine Vielzahl von Motivations-Modellen zur Verfügung, die angewandt werden können, um zu erfahren, was die Motivation für das Verhalten eines Konsumenten ist und wie diese durch das Marketing angesprochen werden können. Hierbei ist die Motivationstheorie von Maslow (1970/1975) das in der Konsumentenverhaltensforschung am weitesten verbreitete Modell.
Das Individuum hat also bestimmte Bedürfnisse, die erkannt werden müssen, um sie später als konkreten Bedarf bearbeiten zu können. Individuen können jedoch nicht Bedürfnisse generieren. Wie erwähnt gibt es Vorprägungen durch die Umwelt, die dazu führen, dass wir gewisse Präferenzen haben. Bezogen auf Produkte und Dienstleistungen können das bestimmte Assoziationen sein. Ein wichtiger Begriff ist das Image.
In Bezug auf die Frage nach der Entstehung von Motivation werden meist das motivationspsychologische Erwartung-mal-Wert-Modell und die VIE-Theorie von Vroom (1964) verwendet.
Bei der Frage, wie verhaltenswirksame Motivation durch das Marketing analysiert und angesprochen werden können, lässt sich auf die oben genannte Maslowsche Bedürfnispyramide, Means-End-Analyse und das Laddering-Verfahren verweisen.

### Emotion
Eine Emotion bezeichnet einen spontanen oder länger anhaltenden Gefühlszustand eines Individuums, der meistens mit körperlicher Erregung verbunden ist. Emotionen beeinflussen das Kauf- und Konsumentenverhalten erheblich, indem sie Einfluss auf die Beurteilung und den Abruf von Informationen (bezüglich Produkte) und die sich daraus ergebende Urteilsbildung nehmen.
Es gibt viele verschiedene Arten von Emotionen und ebenso viele Kategorisierungen von Emotionen; beispielhaft seien Affekt, Empfindung, Leidenschaft, Stimmung und Lebensgefühl genannt, welche nach dem Kriterium der Situationsabhängigkeit absteigend kategorisiert wurden.
Bezüglich der Entstehung von Emotionen liefert die Emotionsforschung zwei zentrale Ansätze, wobei der erste Emotionen als Ergebnisse der Interpretation subjektiver Ereignisse sieht und der zweite davon ausgeht, dass die Emotionen auf biologischen Schlüsselreizen, die im Erbgut verankert sind, basieren, beispielsweise eine Freudereaktion bei der Wahrnehmung angenehmer Reize (z. B. Düfte).
Das Marketing wiederum nutzt diese Erkenntnisse, um Produkte durch emotionale Erlebnisse zu differenzieren; man spricht hierbei von emotionaler Konditionierung. Der Versuch, eine solche Konditionierung zu erreichen, geschieht meist über die Kommunikationspolitik und zielt auf die Ansprache von denjenigen Emotionen ab, welche der Konsument am ehesten mit dem relevanten Produkt verbinden würde.

### Involvement
Involvement bezeichnet eine zielgerichtete Form der Aktivierung des Konsumenten zur Informationssuche, Informationsaufnahme, Informationsverarbeitung und Informationsspeicherung, wodurch das Konsumentenverhalten beeinflusst wird. Das Involvement eines Individuums lässt sich klassisch nach drei Kriterien differenzieren, nämlich der zeitlichen Kontinuität, dem Rückgriff des Konsumenten bei der Kaufentscheidung auf entweder Kognitionen oder Emotionen und schließlich dem Ausprägungsgrad des Involvements:
- Kriterium der zeitlichen Kontinuität:
  - Langfristiges Involvement: der Konsument hat über eine lange Zeitdauer hinweg Interesse an einem Bezugsobjekt (bzw. Produkt).
  - Situatives Involvement: der Konsument hat ein vorübergehendes Interesse an einem Bezugsobjekt; diese Form des Involvements tritt wesentlich häufiger auf als das langfristige Involvement.
- Kriterium des Rückgriffs des Konsumenten auf Kognitionen oder Emotionen:
  - Kognitives Involvement: der Konsument ist willens, für das betrachtete Produkt relevante Informationen zu lernen, zu reflektieren und zu verarbeiten.
  - Emotionales Involvement: der Konsument hat bezüglich eines spezifischen Produktes besondere Gefühle (z. B. ein Fan von Tokio Hotel, der am Kauf einer CD dieser Musikgruppe interessiert wäre).
- Kriterium des Ausprägungsgrades des Involvements:
  - Low Involvement: ein niedriges Involvement-Niveau wird meist dadurch charakterisiert, dass das betrachtete Produkt für den Konsumenten verhältnismäßig unwichtig und nur mit einem geringen Risiko verbunden ist. Dies führt zu einem passiven/wiederkehrenden Entscheidungsverhalten (Entscheidungs-Routine). Weiterhin werden Low-Involvement-Käufe dadurch gekennzeichnet, dass sie auf wenigen, einfachen Kriterien basieren. Da der Konsument bei solchen Low-Involvement-Käufen lediglich nach einem akzeptablen Zufriedenheitsniveau sucht, kauft er meist die Marke, von der er annimmt, dass sie am wenigsten Probleme verursachen würde.
  - High Involvement: ein hohes Involvement-Niveau wiederum ist dann gegeben, wenn der Konsument das betrachtete Produkt für wichtig hält, wobei der Produktkauf oftmals an ein hohes Risiko geknüpft ist. Das hat einen aktiven/komplexen Kaufentscheidungsprozess zur Folge, nach welchem der Kauf auf der Grundlage eines ausführlichen Vergleichs verschiedener Marken mit vielen, komplexen Kriterien geschieht. Schließlich wird diejenige Marke gekauft, von welcher der Konsument annimmt, dass sie den größten Nutzen bringen würde, womit er versucht, seine Zufriedenheit zu maximieren, indem er eine optimale Entscheidung fällt.

Der Grad des Involvements und der Rückgriff auf Kognitionen bzw. Emotionen sind die beiden Merkmale anhand derer sich das Kaufverhalten typischerweise in impulsives, habitualisiertes, extensives und primär rationales Kaufverhalten (Homburg/Krohmer) einteilen lässt (siehe Arten des Kaufverhaltens).
Für das Marketing bedeutet dies wiederum prinzipiell drei Aspekte, die es zu berücksichtigen gilt:
- Beachtung des mit dem relevanten Produkt verbundenen durchschnittlichen Involvement bei Kunden; eventuelle Differenzierung der Vertriebswege für Unternehmensprodukte mit verschiedenen Involvement-Niveaus.
- Nutzung von hohem situativem Involvement zur Kundenansprache.
- Möglichkeit der marginalen Beeinflussung des Involvements von Konsumenten durch die Sensibilisierung der Kunden für die entsprechenden Produkte.

### Einstellung
Eine Einstellung ist eine relativ zeitbeständige innere Denkhaltung des Konsumenten gegenüber einem Bezugsobjekt (z. B. eine Person, Idee oder Sache), in Verbindung mit einer Wertung oder einer Erwartung. Eine Einstellung beeinflusst die Verhaltensabsicht eines Konsumenten – und somit auch sein Kaufverhalten – direkt. Hierbei ist es wichtig zu beachten, dass obgleich die Einstellung einen sehr starken Einfluss auf die Verhaltensabsicht hat und diese wiederum eine wichtige Rolle für das Kaufverhalten spielt, so hat die Einstellung selber nur einen geringen direkten Einfluss auf das tatsächliche Verhalten, welches maßgeblich durch andere Faktoren, beispielsweise das zur Verfügung stehende Budget, beeinflusst und mitunter auch beschränkt wird.
Allgemein lassen sich Einstellungen in verschiedene Einstellungsarten in Hinblick auf fünf verschiedene Kriterien typologisieren:
- Komponente:
  - kognitiv geprägte Einstellung: die Einstellung zum Bezugsobjekt basiert auf gedanklich bewerteten Informationen über das Objekt.
  - emotional geprägte Einstellung: die Einstellung zum Bezugsobjekt resultiert aus Gefühlen gegenüber dem Objekt.
- Bezugsobjekt:
  - spezifische Einstellung: bezieht sich auf konkrete Objekte (z. B. gegenüber dem Wein eines Weinguts).
  - kategoriale Einstellung: bezieht sich auf Objektkategorien (bspw. Produktkategorien), nicht jedoch auf einzelne Objekte.
- Ursprung:
  - übernommene Einstellung: basiert auf externen Informationen.
  - erfahrungsbasierte Einstellung: resultiert aus der persönlichen Erfahrung des Konsumenten mit dem Bezugsobjekt.
- Zeitliche Stabilität:
  - stabile Einstellung: starke Verankerung der Einstellung im Langzeitgedächtnis des Konsumenten, durch Marketing nur wenig veränderbar.
  - instabile Einstellung: geringe Verankerung der Einstellung im Langzeitgedächtnis des Konsumenten, durch Marketing stark veränderbar.

Um die Frage nach der Entstehung von Einstellungen zu beantworten, kann das Modell von Fishbein verwendet werden, welches die Entstehung von Einstellungen daraus erklärt, dass der Konsument verschiedene Produkt- bzw. Objekteigenschaften wahrnimmt und bewertet.
Für das Marketing wiederum bedeuten Einstellungen vor allem drei Dinge: zum einen die Beeinflussung von Einstellungen durch die Anwendung von geeigneten Kommunikationsinstrumenten und der adäquaten Gestaltung des Kommunikationsauftritts, zum anderen die Beeinflussung von Einstellungen im Rahmen der Produktpolitik, bei welcher die Gestaltung existierender und neuer Produkte sowie das Markenmanagement einen beträchtlichen Beitrag leisten können. Zuletzt sind Einstellungen für das Marketing in Bezug auf die Vertriebspolitik relevant, besonders bei der Gestaltung der Vertriebsaktivitäten.

### Kundenzufriedenheit
Kundenzufriedenheit ist eine spezielle Form der Einstellung des Kunden in Bezug auf die Zufriedenheit mit der Transaktion bzw. der Beziehung zum Anbieter. Die Kundenzufriedenheit ist für das Konsumentenverhalten insofern relevant, als Kundenzufriedenheit eine Auswirkung auf die Kundenloyalität und auf das preisbezogene Verhalten von Kunden hat.
Bezüglich der Kundenloyalität ist zu beachten, dass zufriedene Kunden öfter das gleiche Produkt erneut kaufen, bereit sind, Zusatzkäufe zu tätigen und bereit sind, das Unternehmen sowie dessen Produkte an ihr Umfeld – und somit an andere (potenzielle) Nachfrager – weiterzuempfehlen.
Die Beziehung zum preisbezogenen Kundenverhalten wiederum besteht darin, dass die Zahlungsbereitschaft des Kunden und dessen Zufriedenheit mit vorher beim selben Unternehmen gekauften Produkten stark positiv korreliert sind. Dies läuft graphisch auf eine Funktion hinaus, bei welcher im ersten Abschnitt die Zahlungsbereitschaft mit der Kundenzufriedenheit stark steigt, worauf ein Indifferenzbereich mit gleichbleibender Zahlungsbereitschaft folgt, nach welchem die Zahlungsbereitschaft erneut mit der Kundenzufriedenheit steigt.
Zur Erklärung der Entstehung von Kundenzufriedenheit kann das C/D-Paradigma (Konfirmations/Diskonfirmations-Paradigma) verwendet werden, welches auf dem Vergleichsprozess einer erwarteten Soll-Leistung, dem Vergleichsstandard, und einer tatsächlichen Ist-Leistung, der wahrgenommenen Leistung, basiert. Aus diesem Vergleichsprozess resultieren dann drei Szenarien:
- Negative Diskonfirmation (Ist < Soll): hat eine Kundenzufriedenheit unterhalb des Konfirmationsniveaus zur Folge (also Unzufriedenheit)
- Konfirmation (Ist = Soll): hat eine Zufriedenheit auf Konfirmationsniveau zur Folge
- Positive Diskonfirmation (Ist > Soll): hat eine Kundenzufriedenheit über Konfirmationsniveau zur Folge (hohe Zufriedenheit)

Je nachdem wie die Konfirmation bzw. Diskonfirmation ausfällt, entwickelt sich ein entsprechendes Kundenverhalten auf der Basis der weiter oben beschriebenen Einflüsse der Kundenzufriedenheit auf das Kauf- und Konsumentenverhalten.
Das Marketing wiederum kann diese Erkenntnisse nutzen, um die Kundenzufriedenheit so weit zu steigern, wie es im Interesse des Unternehmens ist (Kundenzufriedenheit sollte nicht zwangsläufig maximiert werden, da sich ansonsten sehr hohe Vergleichstandards herausbilden, die das Unternehmen nicht mehr erfüllen kann). Dies führt dazu, dass das Marketing sich darum bemühen sollte, die Qualität der Leistung bzw. der verkauften Produkte zu steigern, die Qualitätswahrnehmung der Kunden mittels Kommunikationspolitik positiv zu beeinflussen und schließlich die Erwartungen der Kunden so zu beeinflussen, dass sie realistisch bleiben.

### Werte und Lebensstil

#### Werte
Werte sind dauerhafte Überzeugungen, dass ein bestimmtes Verhalten positiv ist; die Gesamtheit aller Werte eines Konsumenten bildet dann sein Wertesystem. Die Relevanz von Werten ergibt sich daraus, dass Werte Beurteilungsmaßstäbe sind und sich somit auf das Kaufverhalten direkt oder indirekt auswirken.
Allgemein wird bei Werten zwischen gesellschaftlichen und persönlichen Werten unterschieden:
- gesellschaftliche Werte: Werte, die von den meisten Mitgliedern einer Gesellschaft geteilt und akzeptiert werden und auf einem kulturellen Orientierungsrahmen basieren.
- persönliche Werte: unbewusste oder bewusste Beurteilungsmaßstäbe für sich selbst.

Das Kaufverhalten wird meist sehr stark durch gesellschaftliche Werte geprägt, da diese die persönlichen Werte maßgeblich beeinflussen.

#### Lebensstil
Ein Lebensstil ist ein nach außen hin wahrnehmbares Verhaltensmuster, welches durch persönliche und gesellschaftliche Werte geprägt wird. In der Marktforschung werden Konsumenten auf der Basis ihres Lebensstils zu Kundensegmenten zusammengefasst; man spricht hierbei von Lebensstiltypologien. Lebensstiltypologien sind wiederum zur Erklärung oder auch Schätzung des Konsumverhaltens von Individuen sehr nützlich, da die Mitglieder einer Lebensstiltypologie ein ähnliches Kaufverhalten aufweisen. Beispielhaft für Lebensstiltypologien seien die Sinus-Milieus genannt.

### Umfeldfaktoren
Allgemein lässt sich das Umfeld eines Menschen in drei Kategorien unterteilen: physisches Umfeld, soziales Umfeld und kulturelles Umfeld.
- physisches Umfeld: natürliches Umfeld und vom Menschen geschaffenes (künstliches) Umfeld,
- soziales Umfeld: näheres soziales Umfeld und weiteres soziales Umfeld,
- kulturelles Umfeld: Werte, Normen, Haltungen und typische Verhaltensweisen, aber auch Sprache, Symbole und Religion.

In Bezug auf das Kaufverhalten ist das physische Umfeld insoweit relevant, als es natürliche und künstliche Rahmenbedingungen schafft, in welchen das Konsumentenverhalten stattfindet.
Das soziale Umfeld spielt eine noch viel größere Rolle, da das Konsumentenverhalten sehr stark durch Rollenerwartungen geprägt ist. Diese Verhältnisse und Wechselbeziehungen werden in der Rollentheorie thematisiert. Es sei soviel dazu gesagt, dass der individuelle Konsument sein Kauf- und Konsumverhalten nach den Erwartungen, die sein näheres oder weiteres soziales Umfeld an ihn stellen, ausrichtet, wobei er individuelle Präferenzen meistens gesellschaftlichen Erwartungen unterordnet. Die Akteure, an denen sich der Konsument bezüglich seiner Rolle und seines Verhaltens orientiert, sind seine Bezugsgruppe.
Diese Bezugsgruppen haben auf das Kaufverhalten sowohl einen komparativen Einfluss, da sie für das Individuum Maßstäbe der Selbsteinschätzung sind, als auch einen normativen Einfluss. Der normative Einfluss entsteht dadurch, dass der Konsument glaubt, den Verhaltenserwartungen der Bezugsgruppe (Normen) gerecht werden zu müssen, mit dem Zweck der Erhöhung der Akzeptanz in der eigenen Bezugsgruppe. Eine besondere Rolle kommt hierbei dem Meinungsführer zu, welcher als vermeintliche Experte und Person mit hoher Glaubwürdigkeit das Konsumentenverhalten stark beeinflussen kann.

## Wahrnehmung, Wissen und der Prozess der Informationsverarbeitung
Die Wahrnehmung ist der Prozess von Informationsaufnahme (Selektion) und Informationsverarbeitung (Organisation und Interpretation). Für das Marketing ist hierbei wichtig, dass der Konsument eine objektiv gute Leistung oder ein Produkt auch als solches erkennt. Bedingung ist die Aktiviertheit.
Ein viel diskutiertes Thema ist die subliminale, „unterschwellige“ Wahrnehmung und ob und wie diese von der Werbung genutzt werden kann.
Einen weiteren Faktor bildet das Wissen oder das Lernen unter dem Gesichtspunkt der Konditionierung. Zum einen kann man ungelernte Reflexe nutzen, z. B. den Greifreflex: Kunden im Vorbeilaufen Werbung in Form von Flyern in die Hand rücken. Andererseits kann auch gezielt konditioniert werden, wie etwa in der assoziativen Werbung.
Für eine Verbesserung von Kundenbindung oder Markentreue kann instrumentelle Konditionierung angewandt werden, unter Zuhilfenahme des Prinzips der Verstärkung in der Psychologie. Dort wird zwischen positiver und negativer Verstärkung unterschieden, wobei im Marketing häufig positive Verstärker (Belohnungen) eingesetzt werden. Praktisch kann dies in Form von Kundenkarten, Rabatten oder Aktionen erfolgen („nimm 2 bezahl 1“).
Von weiterer Bedeutung ist das Konzept, des Lernen am Modell. Dabei wird dem Konsumenten etwas vorgezeigt und er soll dadurch zur Nachahmung animiert werden. Der Berühmtheitsgrad/Beliebtheitsgrad des Vorzeigenden spielt dabei eine große Rolle.

## Analyse des Kaufverhaltens
Die Analyse des Kaufverhaltens kann auf unterschiedliche Weise geschehen. Zieht man die Reihe der interpersonalen Bestimmungsfaktoren zu Rate, bekommt man eine Checkliste, mit Hilfe derer man zum Beispiel jedetor einzeln bearbeiten und untersuchen kann.
Die Aktiviertheit kann physiologisch durch eine Messung des elektrischen Hautwiderstands untersucht werden (Elektrodermale Aktivität). Die Abfrage von Einstellungen gegenüber Produkten oder Marken kann empirisch erfolgen, etwa durch Befragungen (persönlich, telefonisch, online) oder Beobachtungen.
Wenn man eine gewisse Kundenloyalität voraussetzt und Kunden schon im Besitz von so genannten Kundenkarten sind, kann ihr Kaufverhalten, im Rahmen der gesetzlichen Bestimmungen, konkret analysiert werden, sodass eine Erstellung von Kundenprofilen möglich ist.
Ein klassisches Beispiel für die Abgleichung von anonymen Kundeninformationen bietet das Social-Commerce-Versandhaus amazon.com, das auf der Grundlage von eigenen Kaufentscheidungen und den Präferenzen anderer Kunden Produkte vorschlägt, die den eigenen Präferenzen entsprechen.
Die Marktforschung, als eines der wichtigsten Werkzeuge des Marketing, kann weitere Ansätze zur systematischen Sammlung, Aufarbeitung und Analyse von Daten über Konsumentenverhalten liefern.

## Ablauf der Kaufentscheidung
Der Prozess, der zu einer Kaufentscheidung und somit zur Anschaffung eines Gutes führt, kann im Idealfall modellhaft in sechs Schritte aufgeteilt werden:
1. Bedarfs-, Mangelerkennung (Kaufmotiv),
2. Suche nach Angeboten und Alternativen,
3. Suchen externer und interner Informationen,
4. Bewertung von Angeboten und Alternativen,
5. Erwerbsentscheidung,
6. Bewertung, Feedback.

Die Entscheidung setzt eine Stimulation voraus, die entweder interner oder externer Natur sein kann, um eine gewünschte Situation oder Empfindung zu erreichen. Voraussetzung für das Zustandekommen dieser Stimulation ist ein nicht oder nur mangelhaft gedecktes Bedürfnis.
Häufig verlaufen Kaufentscheidungen aber auch vereinfacht hinsichtlich der ersten vier Entscheidungsschritte. Die folgende Typologie von Kaufentscheidungen wurden daher gebildet.
- Extensive Kaufentscheidung – Kauf kommt erst nach sorgfältiger Überlegung zustande,
- Limitierte Kaufentscheidung – vereinfachte Kaufentscheidung,
- Habitualisierte Kaufentscheidung – gewohnheitsmäßige Kaufentscheidung,
- Impulsive Kaufentscheidung – reizgesteuerte Kaufentscheidung, Spontankauf.

Das Involvement, also die kognitive oder auch emotionale Beteiligung des Konsumenten am Entscheidungsprozess ist dabei unterschiedlich hoch. Während bei der extensiven Kaufentscheidung eine sehr hohe kognitive Beteiligung erfolgt, ist diese beim habitualisierten Kauf sehr gering. Auch bei der impulsiven Kaufentscheidung sind nahezu keine Kognitionen im Spiel, das emotionale Involvement wiederum kann jedoch sehr hoch sein.
Bei der gewohnheitsmäßigen Kaufentscheidung wird der Entscheidungsprozess stark verkürzt und der Käufer wählt eine Alternative aus seinem Evoked Set aus. Im Grenzfall des Suchtkaufs entfällt sogar ein bewusster Entscheidungsprozess über die Auswahl des Kaufobjekts. Der Spontankauf wird gelegentlich als ungeplanter Kauf bezeichnet (der bei Betreten eines Geschäfts noch nicht geplant war). Ungeplant ist jedoch kein Kauf. Nur läuft der Entscheidungsprozess extrem schnell ab: unverhoffte Wahrnehmung eines Artikels, kurze Prüfung von Bedarf und vorhandenen Finanzmitteln, Kaufentscheidung – alles in Sekundenbruchteilen.

## Beeinflussungsmethoden
Die Produzenten versuchen die Kaufentscheidung mit Hilfe der Instrumente des Marketing-Mix zu ihren Gunsten zu beeinflussen, und die Handelsunternehmen setzen ihrerseits ein breites Spektrum von psychostrategischen und -taktischen Instrumenten des Handelsmarketings ein. Da die meisten Kaufentscheidungen in den Verkaufsstellen des stationären Einzelhandels getroffen werden, kommt es darauf an, gleichzeitig stimulierende Reize und entspannende Elemente in der Kaufsituation einzusetzen. „Gelingt es, Kunden in eine positive(re) Stimmung zu versetzen, führt dies zu einer positiven Wahrnehmung der angebotenen Handelsleistung sowie zu einer größeren Kauffreude, zu vermehrter Akzeptanz und zu größerem Umsatzerfolg der Einkaufsstätte.“
In den Phasen 2–5 des o. g. Prozesses der Kaufentscheidung ist besonders das systematische Nachfassen durch den Anbieter relevant, um den Kunden zu gewinnen.

## Abweichende Bedeutung
Teilweise wird der Begriff Konsumverhalten auch benutzt, um die grundsätzliche Bereitschaft eines Menschen oder einer Gruppe zum Konsum auszudrücken.